# Papilio ophidicephalus
Espèce
Statut de conservation UICN

LC : Préoccupation mineure
Papilio ophidicephalus ou Machaon empereur est une espèce de lépidoptères (papillons) de la famille des Papilionidae. Cette espèce est présente en République démocratique du Congo, au Kenya, en Tanzanie, au Malawi, en Zambie, au Mozambique, au Zimbabwe, en Afrique du Sud et en Eswatini.

## Description

### Imago
Le dimorphisme sexuel est faible. À l'avers les ailes sont noires. Les ailes antérieures portent une bande blanche morcelée et une série de macules submarginales de même couleur. La cellule contient de fines rayures longitudinales et une macule blanche. Les ailes postérieures ont des queues légèrement spatulées, portant deux demi-points blancs marginaux à l'extrémité. Les ailes postérieures sont un peu plus claires dans l'aire basale, elles portent une bande blanche, une série de macules submarginales arrondies et une série de macules marginales de même couleur et un point noir encadré d'une lunule orange et d'une lunule bleue dans l'angle anal, à côté d'une autre lunule bleue. Il y a également une lunule orange surmonté d'une lunule bleu près de la marge supérieur de l'aile.

Au revers les motifs des ailes antérieures sont similaires mais les rayures de la cellule sont plus visibles et les macules submarginales sont plus larges. Les ailes postérieures ont des rayures crème dans l'aire basale et portent des lunules bleues dans chaque espace interveineux, parfois avec une tâche orange diffuse. Le corps est noir au-dessus et crème en-dessous.

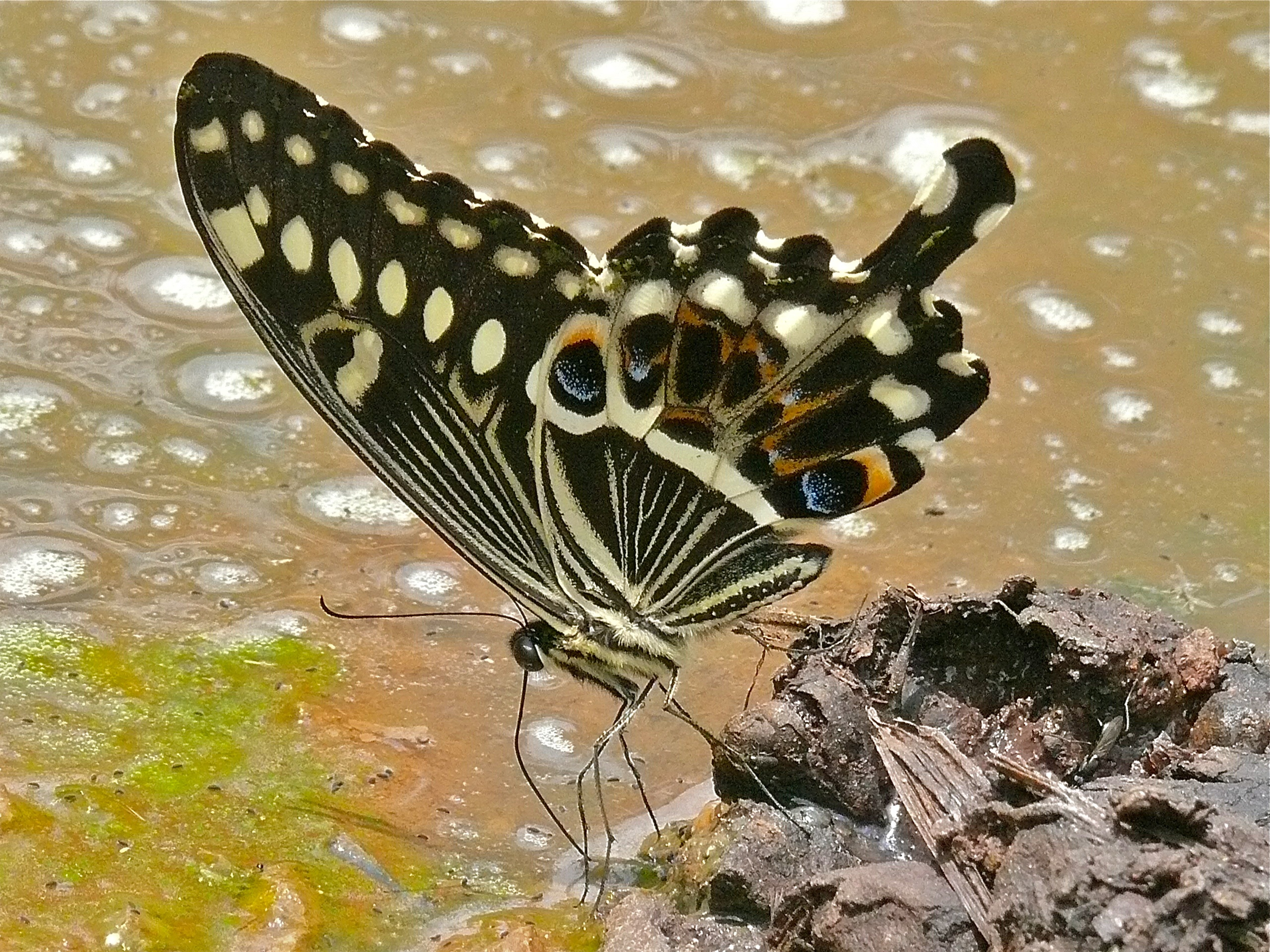
Papilio ophidicephalus, ailes repliées
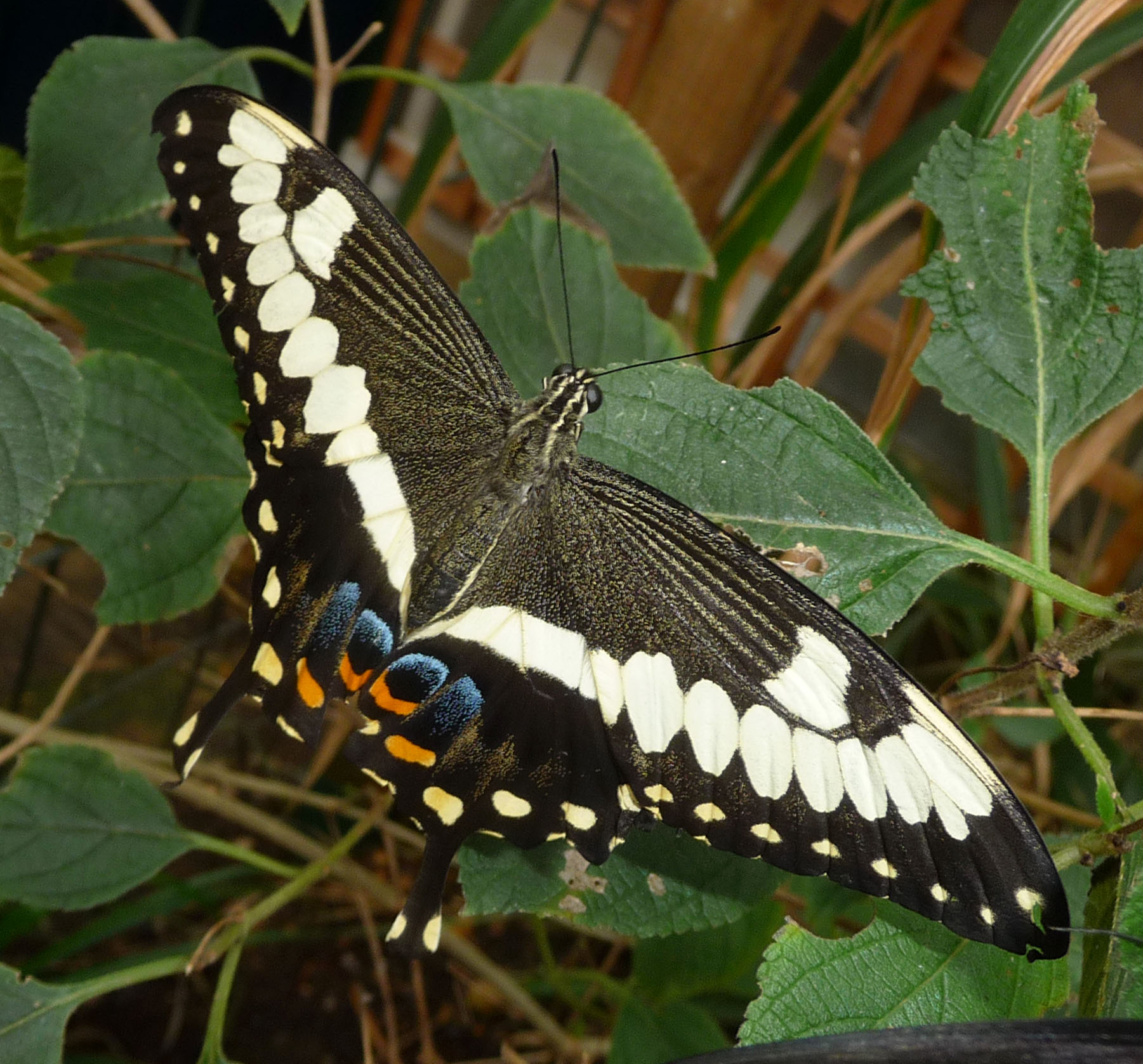
Papilio ophidicephalus dans son milieu naturel.

## Écologie
La femelle pond ses œufs sur la plante-hôte. Cette espèce utilise comme plante-hôte Zanthoxylum capense, Zanthoxylum davyi, Zanthoxylum delagoense et d'autres espèces du genre Zanthoxylum, ainsi que Calodendrum capense, Clausena anisata et les espèces du genre Citrus.
La chenille passe par cinq stades avant de se transformer en chrysalide, et la chrysalide est maintenue tête en haut par une ceinture de soie, comme chez les espèces proches. L'imago émerge au bout de deux semaines à trois mois.

Les adultes volent de septembre à mars, avec un pic d'émergence en janvier en Afrique du Sud et en octobre dans les autres régions. Le vol est assez lourd et ondulant. Les mâles patrouillent au-dessus des ruisseaux, y compris des ruisseaux asséchés. Les deux sexes se nourrissent du nectar des fleurs, particulièrement celles d'Impatiens. En outre les mâles se rassemblent en petit groupe pouvant compter jusqu'à une demi-douzaine d'individus pour "mud-puddle". Les femelles restent dans les sous-bois sombres.

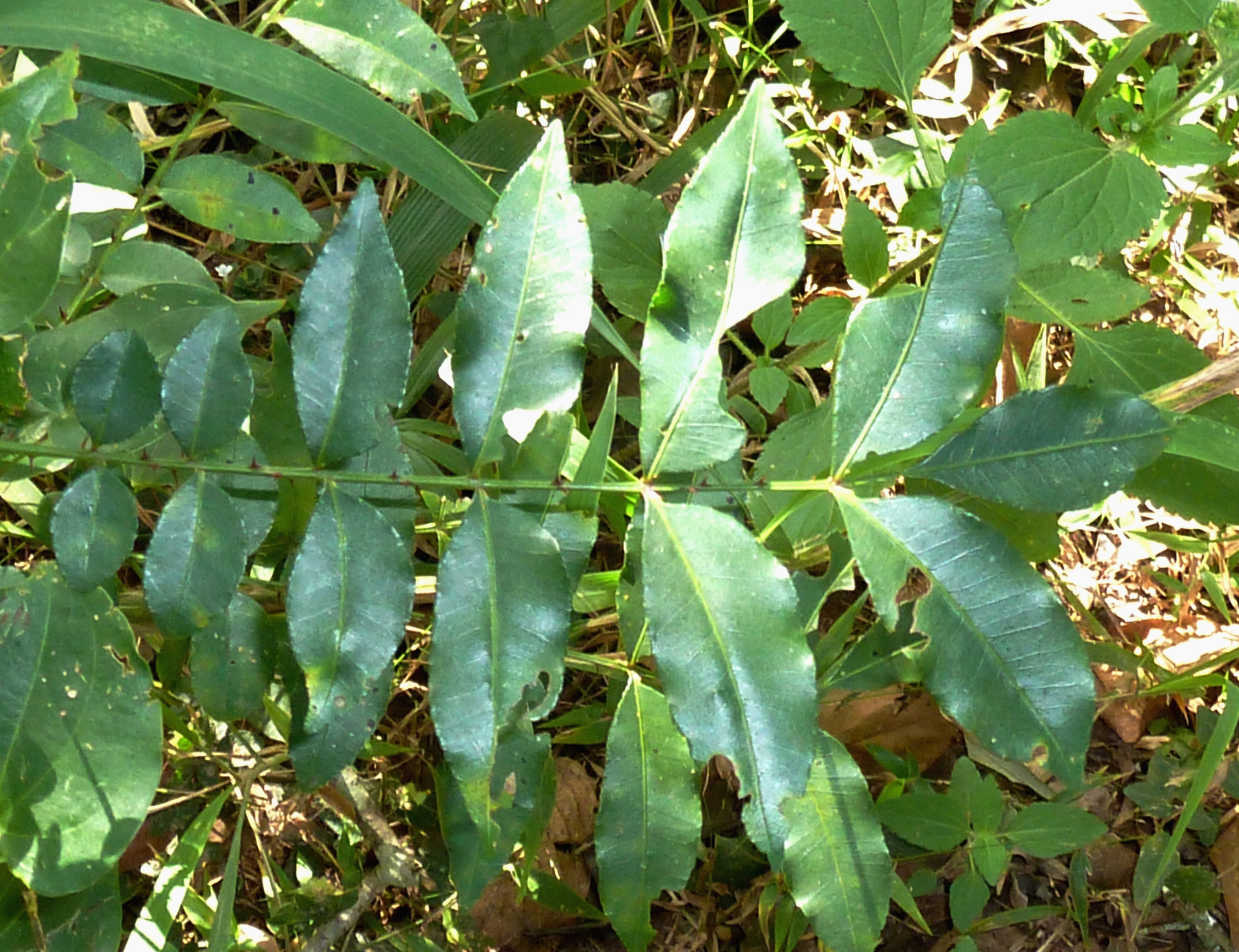
Zanthoxylum davyi, plante-hôte
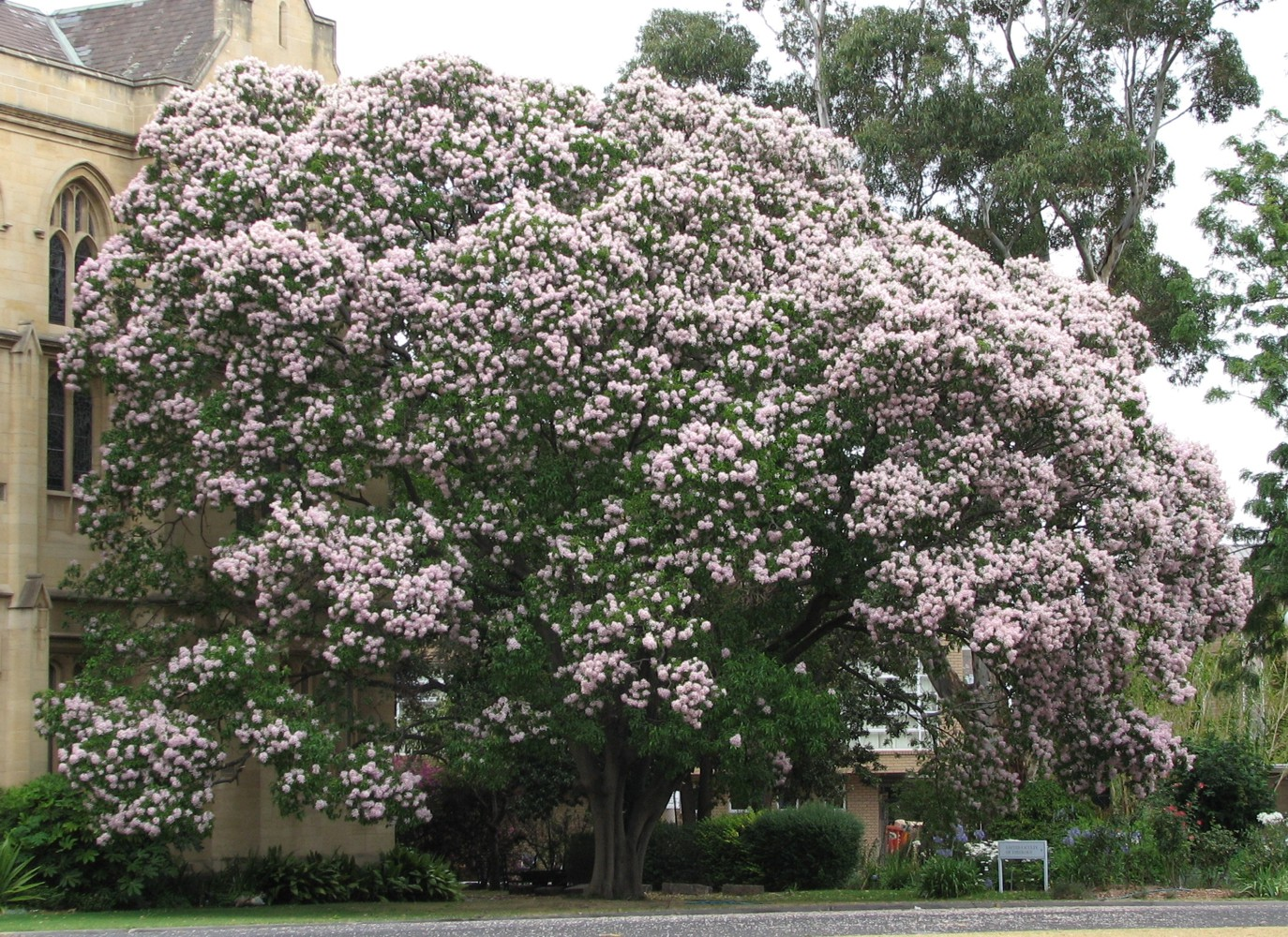
Calodendrum capense, autre plante-hôte
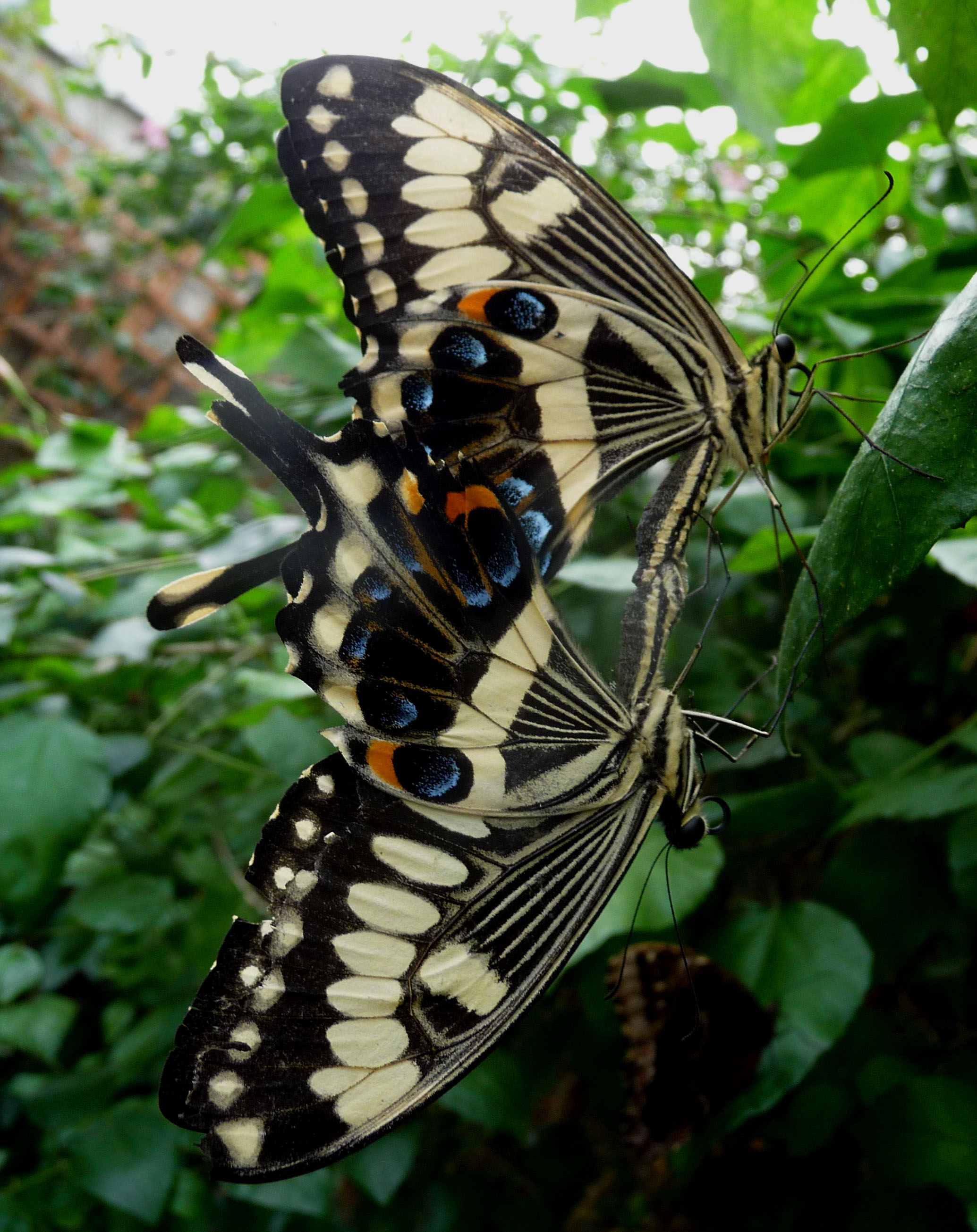
Papilio ophidicephalus, accouplement

## Habitat et répartition
Papilio ophidicephalus vit en Afrique centrale, Afrique de l'Est et Afrique australe (écozone afrotropicale) : République démocratique du Congo, Kenya, Tanzanie, Malawi, Zambie, Mozambique, Zimbabwe, Afrique du Sud, Eswatini. L'espèce vit dans les forêts à feuilles persistantes, tropicales et tempérées, et fréquente particulièrement les cours d'eau forestiers et les ravins. Elle est présente du niveau de la mer jusqu'à 2000 m d'altitude en Tanzanie.

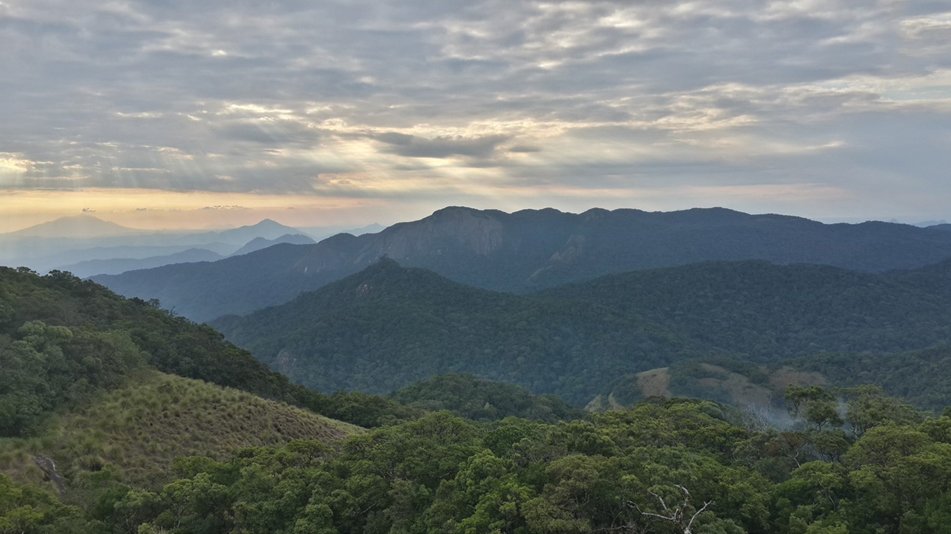
Mont Mabu (Mozambique)
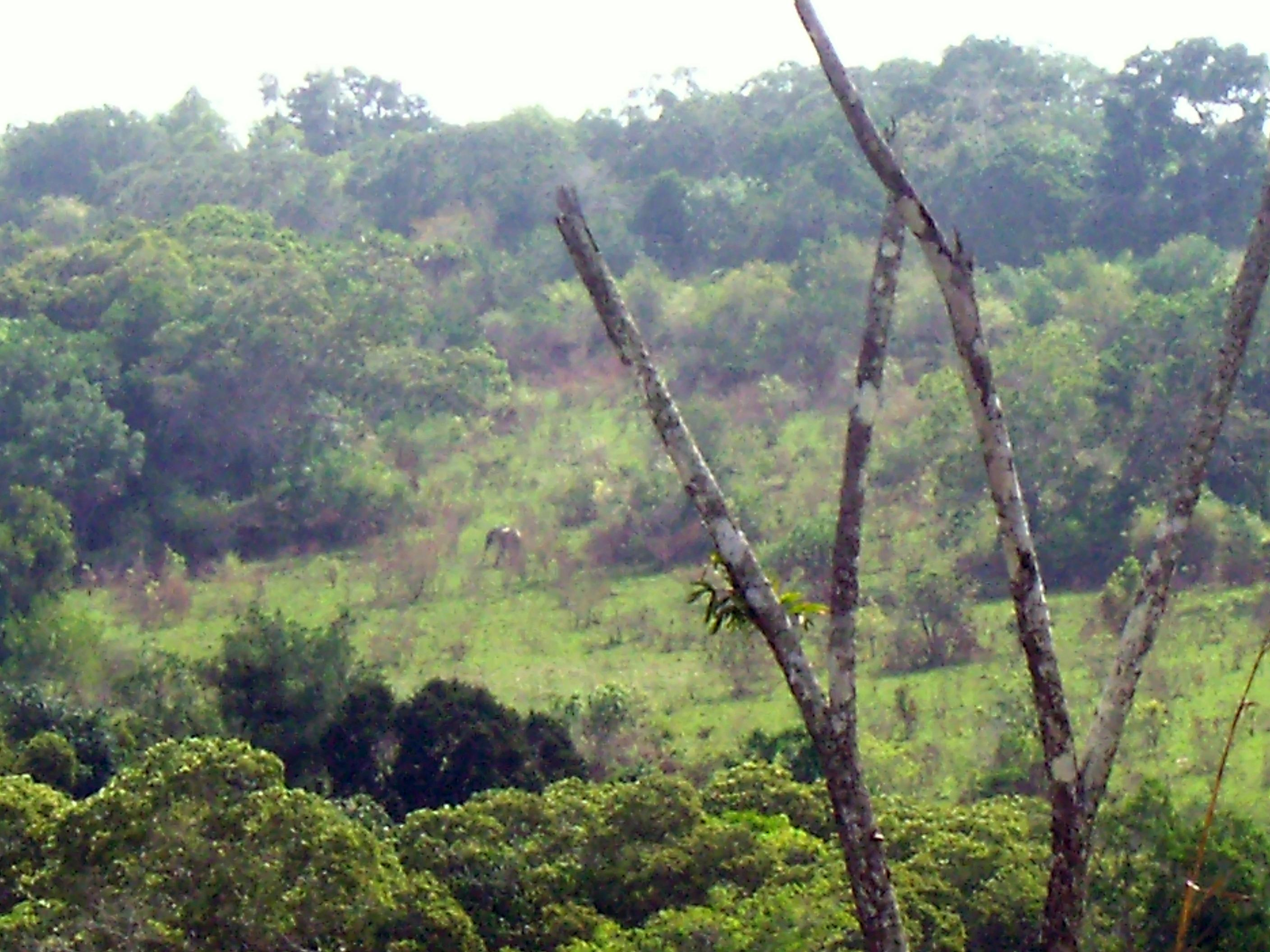
Shimba hills (Kenya)
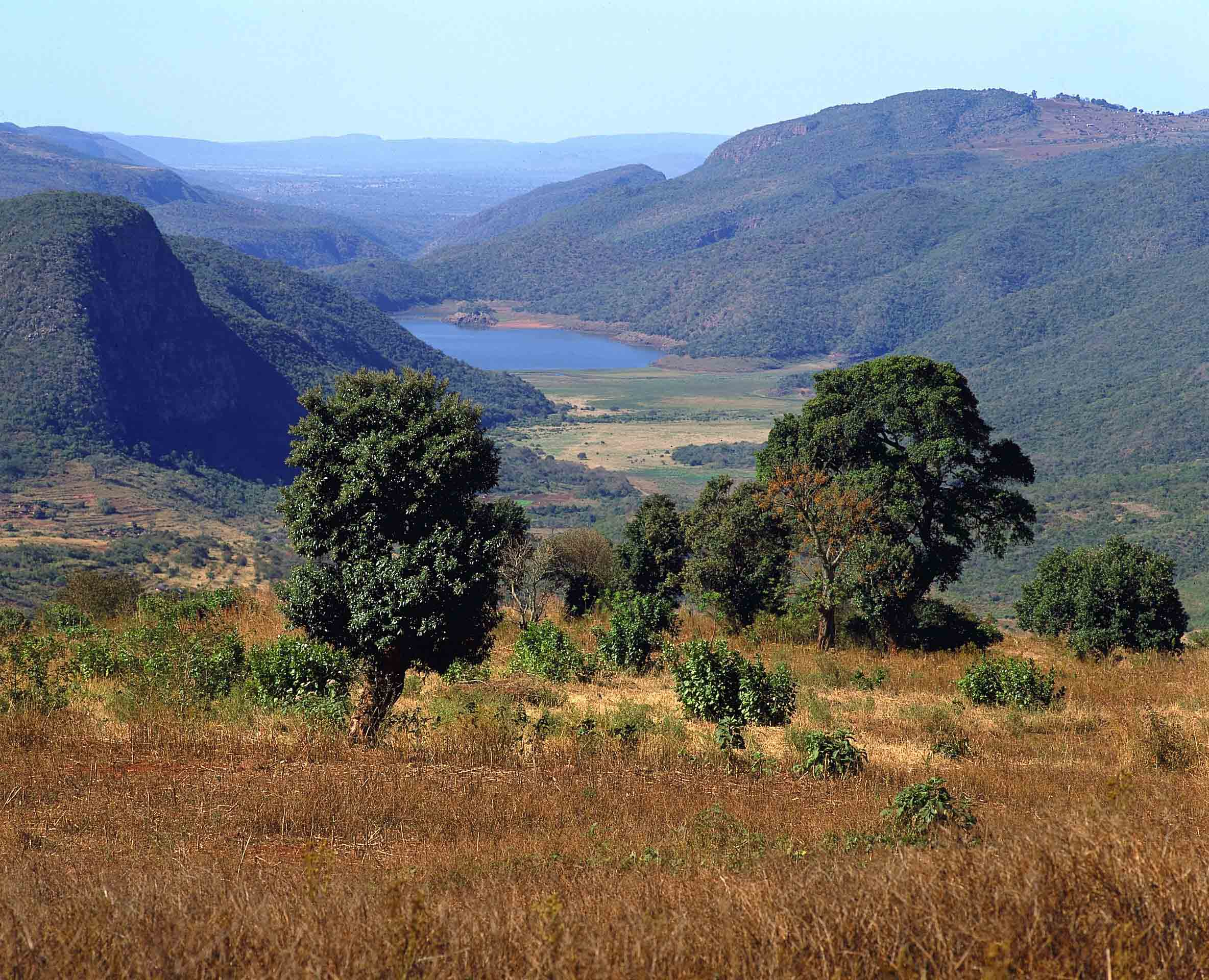
Province du Limpopo (Afrique du Sud)

## Systématique
L'espèce Papilio ophidicephalus a été décrite pour la première fois en 1878 par l'entomologiste Charles Oberthür dans ses Études d'entomologie.

### Sous-espèces[1]
- P. ophidicephalus ophidicephalus : République démocratique du Congo (sud-est), Kenya (est), Tanzanie, Zambie (extrême nord-est), Mozambique
- P. ophidicephalus ayresi : Afrique du Sud (Mpumalanga, nord-ouest du KwaZulu-Natal), Eswatini
- P. ophidicephalus chirinda : Mozambique (ouest et centre); Zimbabwe (est)
- P. ophidicephalus cottrelli : Zambie (sud et centre)
- P. ophidicephalus entabeni : Afrique du Sud (Limpopo)
- P. ophidicephalus mkuwadzi :Tanzanie (sud-ouest), Malawi (nord), Zambie (nord-est)
- P. ophidicephalus niassicola : Malawi (sud et centre)
- P. ophidicephalus phalusco : Afrique du Sud (KwaZulu-Natal – sud, Cap-Oriental)
- P. ophidicephalus transvaalensis : Afrique du Sud (Limpopo)
- P. ophidicephalus zuluensis : Afrique du Sud (KwaZulu-Natal – nord-est).

## Papilio ophidicephaluset l'Homme

### Nom vernaculaire
L'espèce est appelée "Emperor Swallowtail" en anglais.

### Menaces et conservation
Papilio ophidicephalus est considéré comme non menacé par l'UICN. Cette espèce a une aire de répartition vaste et peut utiliser comme plante-hôtes des plantes largement cultivées. Elle ne semble pas confrontée à des menaces globales.